# Ailleux
Ailleux é uma comuna francesa na região administrativa de Auvérnia-Ródano-Alpes, no departamento de Loire. Estende-se por uma área de 9,31 km². Em 2010 a comuna tinha 172 habitantes (densidade: 18,5 hab./km²).